# Isla de Laje
Isla de Laje (en portugués: Ilha da Laje) se localiza en el interior de la bahía de Guanabara, a la altura de la barra, en la ciudad y Estado de Río de Janeiro, en el Brasil.
Se trata de una pequeña isla rocosa que aflora en las aguas de la bahía, donde Nicolás Durand de Villegagnon intentó establecer, sin éxito, una batería artillada con dos piezas, a su llegada en 1555 (Batería Ratier).
Actualmente es ocupada por el Fuerte Tamandaré da Laje, inactivo, que está bajo la responsabilidad del Ejército brasileño.